# Terzo Drusin
Terzo Drusin, nome di battaglia "Alberto" (Manzano, 28 gennaio 1913 – Pordenone, 13 dicembre 1944), è stato un partigiano italiano, medaglia d'oro al valor militare alla memoria.

## Biografia
Laureatosi in Lettere all'Università Cattolica di Milano, il professor Drusin aveva preso ad insegnare all'Istituto tecnico di Pordenone. Dopo l'8 settembre 1943 prese parte attiva alla Guerra di liberazione, combattendo nella Brigata Osoppo "Ippolito Nievo", particolarmente impegnata nella valle del Natisone. Catturato dai nazifascisti in seguito a delazione, fu a lungo torturato e poi trucidato e buttato nel Natisone.